# Consociativisme
El consociativisme (adaptació de l'anglès consociationalism) és una forma de govern que es dona en els sistemes polítics democràtics en què les societats estan dividides en diferents nacions sota un mateix estat, com per exemple Bèlgica. Consisteix a repartir el poder polític de manera que la majoria lògica operi tenint en compte la majoria però alhora també les minories ètniques, lingüístiques o religioses de diferents grups socioculturals o nacionals. Així, les institucions polítiques del país estan compostes per percentatges equitatius a partir de les sensibilitats existents.